# Южноазиатская раса
Южноазиатская раса (также малайская раса, индонезийская раса, вьетская раса) — одна из человеческих рас, занимающая переходное положение между монголоидной и экваториальной (негро-австралоидной). В ряде классификаций образует вместе с дальневосточной расой тихоокеанскую монголоидную ветвь, в других классификациях её считают переходной между монголоидной и экваториальной (негро-австралоидной). Преобладает среди южных китайцев, вьетнамцев, яванцев, малайцев и других народов Южного Китая, Индокитая, Филиппин, Индонезии и некоторых других стран и регионов Юго-Восточной Азии, также встречается среди мальгашей на Мадагаскаре. В области распространения южноазиатской расы сохраняются небольшие островные ареалы веддоидной и меланезийской рас, большинство представителей которых были ассимилированы и оттеснены в прошлом во время миграций с севера монголоидов.

## Признаки
Представители южноазиатской расы выделяются по таким особенностям, как:
- несколько меньший рост в сравнении с другими популяциями монголоидов;
- более тёмные оттенки цвета кожи;
- чаще встречающиеся волнистые волосы;
- слабый рост волос на лице и теле;
- снижение частоты распространения эпикантуса, разрез глаз может быть довольно широким;
- увеличение толщины слизистой губ;
- широкий, слабо выступающий нос с вогнутым переносьем;
- небольшие размеры и меньшая уплощённость лица;
- меньший размер черепа, чаще более брахикефальная величина головного указателя, хотя может встречаться и более долихокефальная;
- мезогнатизм.

Указанные отличия представителей южноазиатской расы от остальных монголоидов позволяют предположить, что в прошлом произошла частичная метисация южноазиатской с веддоидной, полинезийской и меланезийской расами.

## Классификация
В. В. Бунак выделял в составе южноазиатской расовой ветви китайскую расу, расу мяо-яо, южноазиатскую вьетскую расу, южноазиатскую кхмерскую расу и островную расу (японцев), а индонезийскую расу относил к древнеиндонезийской ветви южного расового ствола вместе с австралийской, полинезийской и курильской расами. В классификации Г. Ф. Дебеца южномонголоидная раса вместе с ответвляющимся от неё японским антропологическим типом, а также вместе с дальневосточной расой рассматриваются как часть тихоокеанской подветви азиатской ветви большой монголоидной расы. Я. Я. Рогинский и М. Г. Левин включали южноазиатскую расу в состав большой азиатско-американской расы вместе с североазиатской, арктической (эскимосской), дальневосточной и американской малыми расами.

## Типы
В составе южноазиатской расы выделяется несколько антропологических типов. Наиболее удалён по степени монголоидности от остальных южноазиатских популяций даякский тип. К этому типу относится население внутренних труднодоступных районов индонезийских островов, прежде всего, в северо-восточной части Индонезии, но также и на острове Калимантан (у даяков), на острове Ниас и на Филиппинах (у ифугао и тагалов). В сравнении с остальными южноазиатскими популяциями в даякском антропологическом типе наиболее сильно представлен веддоидный субстрат. Представители даякского типа отличаются от соседних южноазиатских групп меньшим ростом, более длинной головой, более широким носом, меньшей распространённостью эпикантуса и некоторыми другими признаками. Малайский тип, самый распространённый среди народов Индонезии, имеет в сравнении с даякским типом более выраженные монголоидные признаки — у представителей малайского типа отмечаются больший рост, более округлая голова, более узкий нос, высокое лицо, бо́льшая частота эпикантуса и т. д. Наиболее типичные малайские признаки характерны для жителей юго-западной части Индонезии, достаточно широко малайский антропологический тип распространён среди малайцев, яванцев, сундов и других народов и этнических групп островов Суматра и Ява, а также побережья островов Калимантан и Сулавеси. По-видимому, даякский тип представляет вторую волну заселения Индонезии, потеснившую ранее пришедших сюда веддоидов, а малайский тип — последнюю третью волну.
Своеобразные антропологические типы среди населения Индокитая представляют собой мяо-яо, вьетский и кхмерский типы, которые В. В. Бунак выделял как малые расы в составе южноазиатской расовой ветви. Антропологический тип мяо-яо, характерный для жителей Северного Индокитая, отличает больший рост, сильнее выраженная брахикефалия и высокая частотность волнистых волос (в сравнении с вьетским типом), а также бо́льшая распространнённость эпикантуса и желтоватая пигментация кожи (в сравнении с кхмерским типом). Кхмерский тип, распространённый в южных, западных и центральных районах Индокитая, характеризуется большим ростом, большей брахикефалией и волнистыми волосами (в сравнении с вьетским типом), а также светло-коричневым цветом кожи и редкостью эпикантуса (в сравнении с типом мяо-яо и вьетским типом). Вьетский тип, распространённый на восточном побережье Индокитая, выделяется меньшей брахикефалией, желтоватой пигментацией кожи и большой частотой эпикантуса (в сравнении с кхмерским типом), а также меньшим ростом и прямыми волосами (в сравнении с типом мяо-яо и кхмерским типом).
В значительной мере отличен от остальных южноазиатских типов вариант, распространённый среди ицзу (Южный Китай, Северный Вьетнам), седангов и банаров (Центральный Вьетнам). Он характеризуется сильно выступающим вперёд в горизонтальной плоскости лицом, выступающим вперёд и чётко очерченным носом, широким разрезом глаз, значительно меньшей частотой эпикантуса и более светлой кожей. Наличие у представителей рассматриваемого антропологического типа прямых, а не волнистых волос, указывает на то, что участие веддоидов в формировании ицзу, седангов и банаров было маловероятным. В целом данные народы во многом схожи по внешним признакам с американскими индейцами. Возможно, они представляют один из древних расовых типов Юго-восточной Азии. В настоящее время процессы метисации, в частности, народа ицзу с другими народами Китая приводят к тому, что антропологические признаки среди указанных этнических групп в разных частях их ареалов стали сильно варьировать.